# Белведере (Сиракуза)
Белведере је насеље у Италији у округу Сиракуза, региону Сицилија.
Према процени из 2011. у насељу је живело 6263 становника. Насеље се налази на надморској висини од 123 м.